# حسن عطا
حسن عطا (1935-2009) مغن وملحن يمني.
ولد الفنان حسن عطا سنة 1935 في مدينة الحوطة عاصمة سلطنة العبدلي وإحدى أهم المدن اليمنية لما تتفرد به من فنون شعبية وتخريج العازفين الموسيقيين والمطربين والشعراء، وفيها أيضا يصنع أجمل عطور النساء اليمنيات «البخور وعطر الزباد». بدأ حياته العملية قبل أن يبدأ الغناء سنة 1950 في مهنة التدريس التي مارسها لسنوات طويلة في سلك التربية والتعليم شغل فيها عدداً من المناصب كان آخرها عميداً لمعهد دار المعلمين والمعلمات في الحوطة. وفي سنة 1974 عين مديراً عاما للثقافة والسياحة على مستوى محافظة لحج وشغله حتى سنة 1980 ثم عاد مرة ثانية لسلك التدريس حتى أحيل للتقاعد سنة 1989 بعد تسعة وثلاثين سنة من الخدمة.
ذاع صيته من خلال أغانيه الوطنية ومنها «أخي في الجزائر، يا يمن خالدة عبر الزمن، باسم هذا التراب» وكذا أغانيه العاطفية منها «منقب صدفته لاقيته، يا محلى ذا الجميل محلاه، ويحسبوني الناس متهني وسالي».
عمل مديراً عاماً لمكتب الثقافة، وعضواً لمجلس الشعب في لحج في مطلع الثمانينات.
كما عمل معلماً في مدرسة المحسينه، أثناء تحمل الرئيس الأسبق علي ناصر محمد مهمة إدارتها، إلى جانب عدد من المناصب الأخرى.
أشهر أغانيه «يا ساكنة مهجتي، منقب صدفة لاقيته، يا محلا ذا الجميل محلاه، حالتي ترحم «أول لحن له» يا جراح القلب طيبي، احترت في أمره.
توفي بعد مرض عضال ألم به في 18 يناير 2009.